# 中井正吉
中井 正吉（なかい まさよし、1533年（天文2年） - 1609年7月31日（慶長14年7月1日））は、安土桃山時代の法隆寺番匠（宮大工）。通称、孫太夫。子に京大工頭の中井正清。

## 経歴
- 天正11年（1583年）、片桐且元に請われ大坂城の築城に参加。
- 慶長3年（1598年）、方広寺大仏殿（京の大仏）の作事で大和の大工を束ねる司を務めた。